# Mats Kihlström
Mats Kihlström, född 3 januari 1964, är en svensk före detta ishockeyspelare. Han spelade i Elitserien i ishockey med Södertälje SK och Brynäs IF under åren 1981 till 1993.
Han spelade 138 landskamper med Sveriges herrlandslag i ishockey och deltog i VM i ishockey 1987 där Sverige blev världsmästare. Han erövrade också en bronsmedalj vid de Olympiska vinterspelen 1988 i Calgary. Han har erhållit Stora Grabbars Märke nummer 138 i ishockey.
Mats Kihlström har uppdraget som vice ordförande i Södertälje SK. Efter att även ha fungerat som tillförordnad sportchef för samma förening under en period fick Kihlström jobbet permanent inför säsongen 2009/2010

## Meriter
- VM-guld 1987
- VM-silver 1986
- OS-brons 1988
- Svenska Dagbladets guldmedalj 1987

## Klubbar
- Södertälje SK 1981-1984 Elitserien
- Brynäs IF 1984-1986 Elitserien
- Södertälje SK 1986-1993 Elitserien/Division 1